# Шахабаева, Дамеш
Дамеш Шахабаева (1905 год, с. Чубаровка, Чимкентский уезд, Сырдарьинская губерния — 1995 год, аул Шарбулак, Казыгуртский район, Туркестанская область, Казахстан) — колхозница, старший чабан колхоза имени Кирова, Герой Социалистического Труда (1958). Депутат Верховного Совета Казахской ССР. Заслуженный мастер животноводства Казахской ССР.

## Биография
Родилась в 1905 году в селе Чубар (ныне Ордабасинский район, Туркестанская область, Казахстан). В 1930 году вступила в колхоз «Кайнар-Булак». С 1931 года работала поваром в столовой завода электроаппаратов в Узбекистане. С 1944 года стала работать чабаном в колхозе имени Кирова Картасского района Южно-Казахстанской области. В 1948 году была назначена старшим чабаном.
С 1954 года ежегодно выращивала в среднем по 117—120 ягнят на 100 овцематок и сдавала по 2,5 килограмм шерсти с каждой овцы. В 1957 году вырастила 125 ягнят от 100 овцематок. За этот доблестный труд была удостоена в 1958 году звания Героя Социалистического Труда.
Дважды избиралась депутатом Верховного Совета Казахской ССР (1955 и 1959 года).

## Награды
- Герой Социалистического Труда — указом Президиума Верховного Совета СССР от 28 марта 1958 года;
- Орден Ленина (1958).